# Cicindela circumpicta
Cicindela circumpicta är en skalbaggsart som beskrevs av Laferté-sénectère 1841. Cicindela circumpicta ingår i släktet Cicindela och familjen jordlöpare.

## Underarter
Arten delas in i följande underarter:
- C. c. circumpicta
- C. c. johnsonii
- C. c. pembina